# Tramwaje w Shawnee
Tramwaje w Shawnee − zlikwidowany system komunikacji tramwajowej w Shawnee w Oklahomie w Stanach Zjednoczonych. działający w latach 1905−1927.

## Historia
Pierwszą linię tramwajową w Shawnee uruchomiono w 1905. Od początku po mieście kursowały tramwaje elektryczne. W 1906 otwarto linię podmiejską do Tecumseh. System tramwajowy Shawnee zlikwidowano w 1927. Tramwaje kursowały po torach o szerokości 1435 mm.